# Jaan Koort

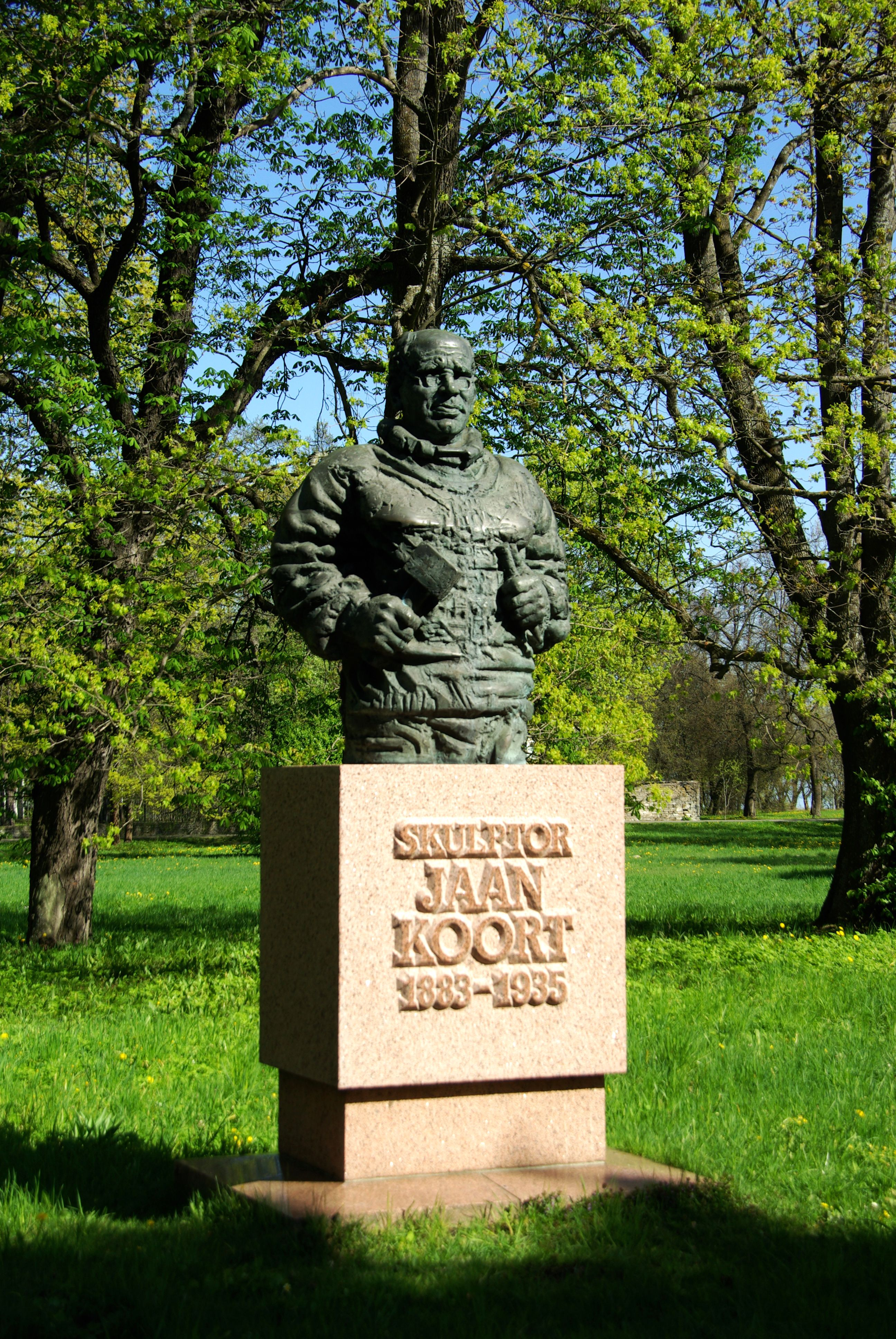
Minnesmärke över Jaan Koort i Kadriorgparken i Tallinn

Jaan Koort, född 6 november 1883 i Tartumaa, död 14 oktober 1935 i Moskva, var en estnisk skulptör.
Jaan Koort utbildade sig under landsflykt i Paris vid École des beaux-arts 1905-08. Han påverkades starkt av Louvrens egyptiska samlingar och dess renässanskonst. År 1915 återvände Jaan Koort till Moskva, där han utvecklade en rik verksamhet. Han arbetade i marmor, granit och trä. Bland hans främsta större verk märks monumentet över Estlands frihetskamp i Rapla 1924. Han gjorde sig även känd för sina porträtthuvuden.
Hans son var Peep Koort som arbetade i Institutionen för lärarutbildningen i Uppsala.